# Lycée Augustin-Fresnel
Le lycée Augustin-Fresnel est un établissement public d'enseignement secondaire, pourvu d'un BTS commerce international, situé à Caen, en Normandie. Il porte le nom d’Augustin Fresnel, physicien français (1788-1827), qui a étudié à l’École centrale de Caen.

## Histoire
Le lycée Augustin-Fresnel a été construit en 1959, dans le quartier de la Grâce de Dieu. Il prend la suite du lycée de jeunes filles qui existait depuis 1914 rue Pasteur. Après la guerre, les locaux sont utilisés par la mairie et les lycéennes sont obligés d'avoir cours au lycée Malherbe. Il est décidé de déménager définitivement le lycée de jeunes filles « sur un site aéré » dans la plaine d'Ifs. La première rentrée a lieu le 1er octobre 1962. C'est seulement à la rentrée 1970/1971 que les garçons sont accueillis dans le lycée. Il prend le nom du physicien français Augustin Fresnel l'année suivante.
Dans les années 1990, de nouveaux bâtiments ont été construits et les anciens locaux qui étaient situés à l’ouest du site ont été détruits pour faire place à un immeuble d'entreprises.
En 2010, le restaurant scolaire du lycée est entièrement repensé et modernisé.
Le lycée accueille également une partie du GRETA du Calvados.

## Classement du lycée
En 2015, le lycée se classe  28e sur 31 au niveau départemental quant à la qualité d'enseignement, et 1992e au niveau national. Le classement s'établit sur trois critères : le taux de réussite au bac, la proportion d'élèves de première qui obtient le baccalauréat en ayant fait les deux dernières années de leur scolarité dans l'établissement, et la valeur ajoutée (calculée à partir de l'origine sociale des élèves, de leur âge et de leurs résultats au diplôme national du brevet).

## Enseignements
Le lycée prépare aux baccalauréats généraux, ainsi qu'au baccalauréat technologique STMG.
Il prépare également au BTS section commerce international.

## Équipements
Le lycée Augustin-Fresnel occupe un espace de 10 hectares avec de nombreux espaces verts et une vaste cour lui donnent l’aspect d’un mini campus universitaire.
Il est équipé pour toutes les activités secondaires standard de lycée : sciences, lecture, Internet et sports.

### Salles de classe
Le lycée comporte des salles destinées à la pratique de certains enseignements avec notamment des salles équipées de paillasses pour les sciences, des salles informatiques et un laboratoire de langues. Deux salles sont également destinées au travail en autonomie et deux autres aux examens.

### Amphithéâtre
Le lycée dispose d'un amphithéâtre d'une capacité de 216 places. Équipé d'une régie son et lumière, il permet la tenue de diverses manifestations telles que des spectacles de théâtre ou des projections de films. Il porte le nom de Raymonde Bail, ancienne proviseure du lycée de 1985 à 1995.
C'est dans cet espace que sont accueillis les élèves de seconde le jour de la rentrée et que les principales réunions d’information destinées aux parents ont lieu.
|  |

### Gymnase et espaces sportifs extérieurs
Le lycée dispose d'un gymnase comportant une grande salle pour la pratique des sports collectifs ainsi que deux salles au premier étage, l'une pour  la musculation et l'autre pour les activités gymniques. Une annexe au rez-de-chaussée permet la pratique du tennis de table. Des vestiaires collectifs équipés de douches individuelles et de toilettes sont à disposition des élèves.
|  |

Le gymnase est entouré par un vaste espace dévolu aux activités physiques.

### Centre de Documentation et d’Information
Un grand centre de documentation et d'information est à la disposition des élèves. Il comporte des tables pour travailler, des ordinateurs en accès libre ainsi que des nombreux espaces dont :
- Un espace d'accueil, de prêt et de présentation de ressources d’actualité,
- Un espace journaux et revues,
- Un espace DVD,
- Un espace bandes dessinées et mangas,
- Un espace romans,
- Un espace de formation équipé d'ordinateurs et d'un vidéoprojecteur,
- Un espace documentaires classés selon la classification DEWEY,
- Un espace kiosque consacré aux documents concernant les métiers et les formations.

|  |

Le CDI comporte également un espace dédié pour recevoir des expositions, une salle de travail, une salle de webradio ainsi qu'une salle vidéo. En face du kiosque se trouve le bureau des psychologues de l’éducation nationale, conseillères en orientation.

### Restaurant scolaire
Le lycée dispose d'un grand restaurant scolaire pour accueillir les élèves pendant la pause du déjeuner comportant deux files de service ainsi que deux files de sortie avec salle de plonge pour fluidifier le passage des élèves.
|  |

Une cafétéria est également à disposition des élèves.

### Internat
Le lycée dispose d'un internat de filles. Compte-tenu de sa capacité il accueille également des élèves d'autres lycées de Caen.

## Personnalités liées au lycée

### Anciens élèves
- Amandine Petit (Miss France 2021).

### Anciens enseignants
- Philippe Duron (histoire et géographie)
- Michelle Perrot (histoire et géographie)

### Anciens proviseurs
- Raymonde Bail (1985-1995)

## Population
L’établissement compte actuellement 1 100 élèves répartis dans 35 classes.

## Galerie photo
|  |